# Semiothisa natalensis
Semiothisa natalensis är en fjärilsart som beskrevs av W. Warren 1904. Semiothisa natalensis ingår i släktet Semiothisa och familjen mätare. Inga underarter finns listade i Catalogue of Life.